# Renauld Ier du Bellay
Renauld Ier de Bellay, fut à partir de 1083 archevêque de Reims jusqu'à 1096.

## Origine familiale
Renauld du Bellay était le fils de Bellay de Montreuil et de Grécie de Langeais, ou Grécia, son épouse. À la mort de Bellay de Montreil, Grécia s'était remariée avec l'influent comte d'Anjou, Geoffroy II d'Anjou. La famille de Langeais était traditionnellement proche du roi de Francie occidentale tout en ayant occupé, au sein de l’Église, de nombreuses dignités ecclésiastiques en Touraine et Anjou.

## Contexte
De par la déposition houleuse de son prédécesseur, le siège d’archevêque de Reims restait vacant.  
La vacance était due aux tensions entre le roi et le Saint-Siège, ainsi qu'aux tensions à l'intérieur des institutions de l’Église de Reims. Pendant la vacance, le roi avait sous sa protection le comté de Reims, protection qui incluait la perception des revenus, la vente des biens meubles... 
Il fallait trouver un personnage assez fort et assez diplomate pour ramener la paix tout en replaçant ce diocèse sous une autorité ecclésiastique. Renauld Ier était trésorier de la basilique Saint-Martin de Tours avant sa nomination. Issu d'une famille bien connue du roi de France et de la hiérarchie catholique, ce clerc était par ailleurs acquis aux idées de la réforme grégorienne et complètement étranger aux querelles intestines du diocèse champenois, ce qui était un atout.
Travailleur d'importance, Renauld Ier fit le tour des affaires de l'archidiocèse avec les synodes de Soissons en 1084, et celui de Compiègne en 1085 avant d'entreprendre un voyage à Rome, Urbain II lui conférant alors le titre de Primat de Belgique seconde. Il dirigea le concile de Soissons ~1092 qui eut à juger du cas de Roscelin hérétique. Il eut à remplir une mission de bons offices pour le pape auprès du roi Philippe pour tenter de résoudre le cas de la répudiation de Berthe de Hollande, mission qui lui fut confiée en lieu et place du légat du pape, Hugues de Die, jugé sans doute trop intransigeant. Il participa au rétablissement du siège d'Arras en 1094. Lors du Concile de Clermont (1095), il fut nommé représentant personnel du roi . Il repose sous le chœur de la cathédrale.

## Sources
- Patrick Demouy, Genèse d'une cathédrale : Les archevêques de Reims et leur Église aux XIe et XIIe siècles, Langres, Éditions Dominique Guéniot, 2005, 814 p. (ISBN 2-87825-313-2), « Renauld Ier de Montreuil-Bellay (1083-1096) », p. 614-617.